# Gottfried Vollmer (Verleger)
Diedrich Gottfried Leberecht Vollmer (* 1768 in Thorn; † 30. April 1815 in Hamburg) war ein deutscher Verleger und Buchhändler.

## Leben und Wirken
Gottfried Vollmer, dessen Vater als Prediger arbeitete, absolvierte 1789 eine kaufmännische Ausbildung in Danzig. Anschließend eröffnete er eine Buchhandlung in seiner Geburtsstadt. 1793 gab er eine Übersetzung der Rede Robespierres heraus, die dieser am 17. November 1793 gehalten hatte. Die Fassung stammte von Georg Friedrich Rebmann. Vollmer und Rebmann eröffneten gemeinsam eine Verlagsbuchhandlung in Dessau. Da Rebmann 1794 der Stadt verwiesen wurde, gingen beide nach Erfurt, wo Vollmer im selben Jahr Rebmanns politische Zeitschrift „Das Neue Graue Ungeheuer“ verlegte und 1796 hierfür eine mehrwöchige Haftstrafe verbüßen musste.
Anfang 1796 zog Vollmer nach Altona, wo sich die von Friedrich Bechtold geleitete Altonaer Verlagsgesellschaft, deren Privileg Vollmer seit 24. Juli 1794 besaß, befand. 1798 richtete das Unternehmen eine Buchhandlung in Hamburg ein. Eine weitere Buchhandlung befand sich in Mainz, wohin Vollmer 1798 zog. Im März 1799 rief er in Altona eine Lesegemeinschaft ins Leben, an der er sich nicht lange beteiligte.
Am 15. März 1799 erwarb Vollmer das Hamburger Bürgerrecht und wenig später das Bürgerrecht in Mainz. Joachim Lorenz Evers und Heinrich Gottlieb Schmieder führten die Geschäfte der Verlagsgesellschaft in Altona während Vollmers Aufenthalt in Mainz. Bis zu den dänischen Zensurgesetzen, die am 1. November 1799 in Kraft traten, veröffentlichte die Gesellschaft mehr demokratische Werke als alle anderen deutschen Verlage. Für die Gesellschaft schrieben Friedrich Joseph Emerich, Johann Georg Kerner, Friedrich Christian Laukhard, Andreas Riem, Friedrich Wilhelm von Schütz sowie Heinrich Würzer. Aufgrund der Zensur durch die Dänen hatte der Verlag in der Folgezeit Probleme, weitere liberale Werke herauszugeben.
Vollmer investierte 1800 in das Altonaer Nationaltheater und zog 1804 nach Hamburg. Hier wohnte er in der Großen Reichenstraße 47 und zog später in Haus Nr. 97 um. Den Verlag benannte er nach sich selbst. 1805 gab er die „Physische Geografie“ Immanuel Kants heraus. Das von Kant nicht autorisierte Werk basierte auf einer Mitschrift von Kants Vorlesungen, die Vollmers Bruder Johann Jakob Wilhelm erstellt hatte. Als besonders erfolgreich im Verlagsgeschäft erwiesen sich mehr als 30 medizinische Ratgeber Johann Friedrich Ernst Albrechts, zu dem Vollmer freundschaftliche Kontakte pflegte. Albrecht stellte auch „Wundwasser“ her, das Vollmer in seiner Buchhandlung anbot.
Gottfried Vollmer, der mit Augusta Sophia Catharina, geborene Fischer, verheiratet war, starb Ende April 1815 in Hamburg. Johann Gottlieb Herold führte Vollmers Geschäfte als Heroldsche Buchhandlung weiter.